# Curtea cnezilor Cândreș din Sălașu de Sus

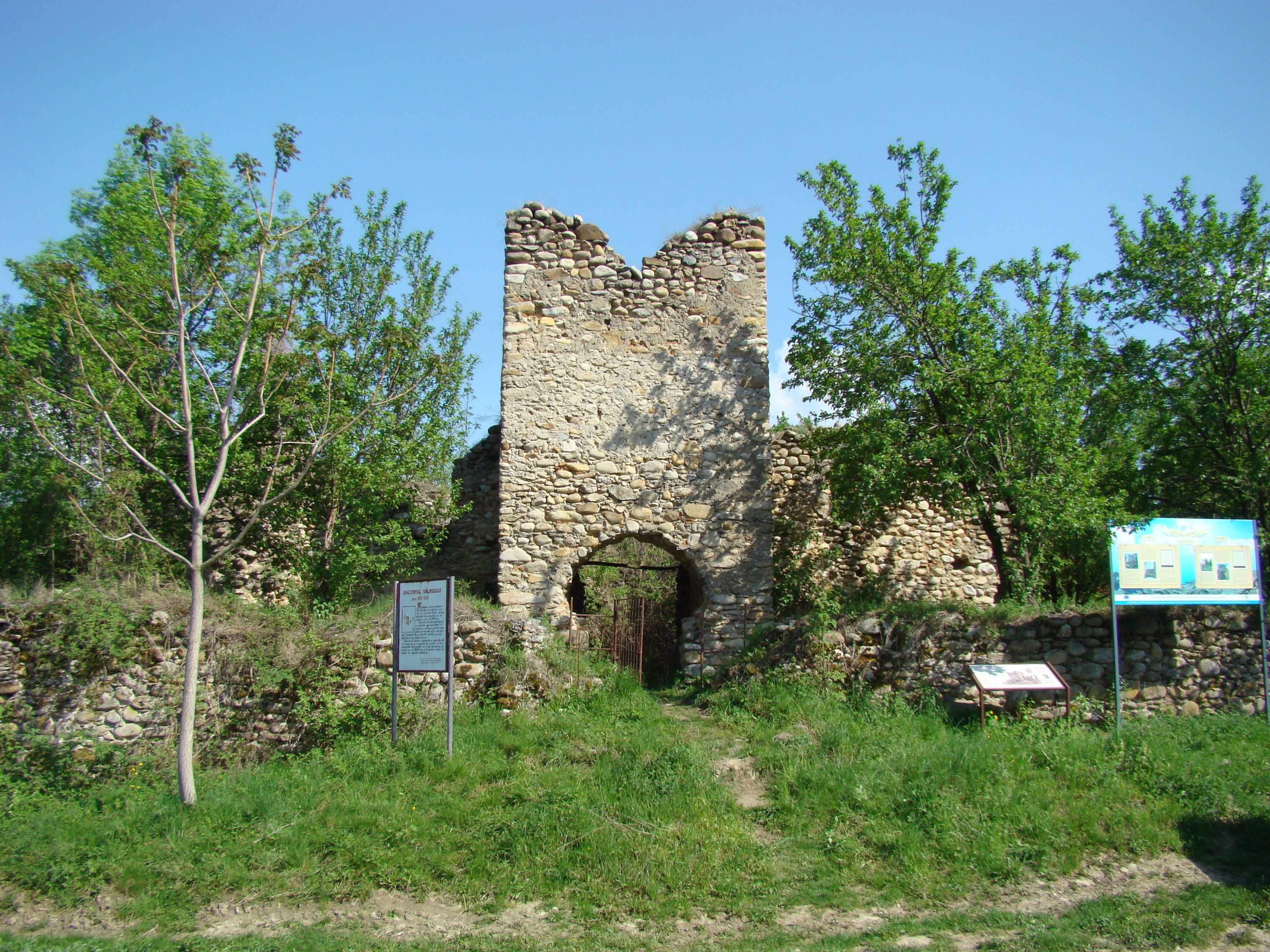
Curtea cnezilor Cândreș din Sălașu de Sus, județul Hunedoara, foto: mai 2012.

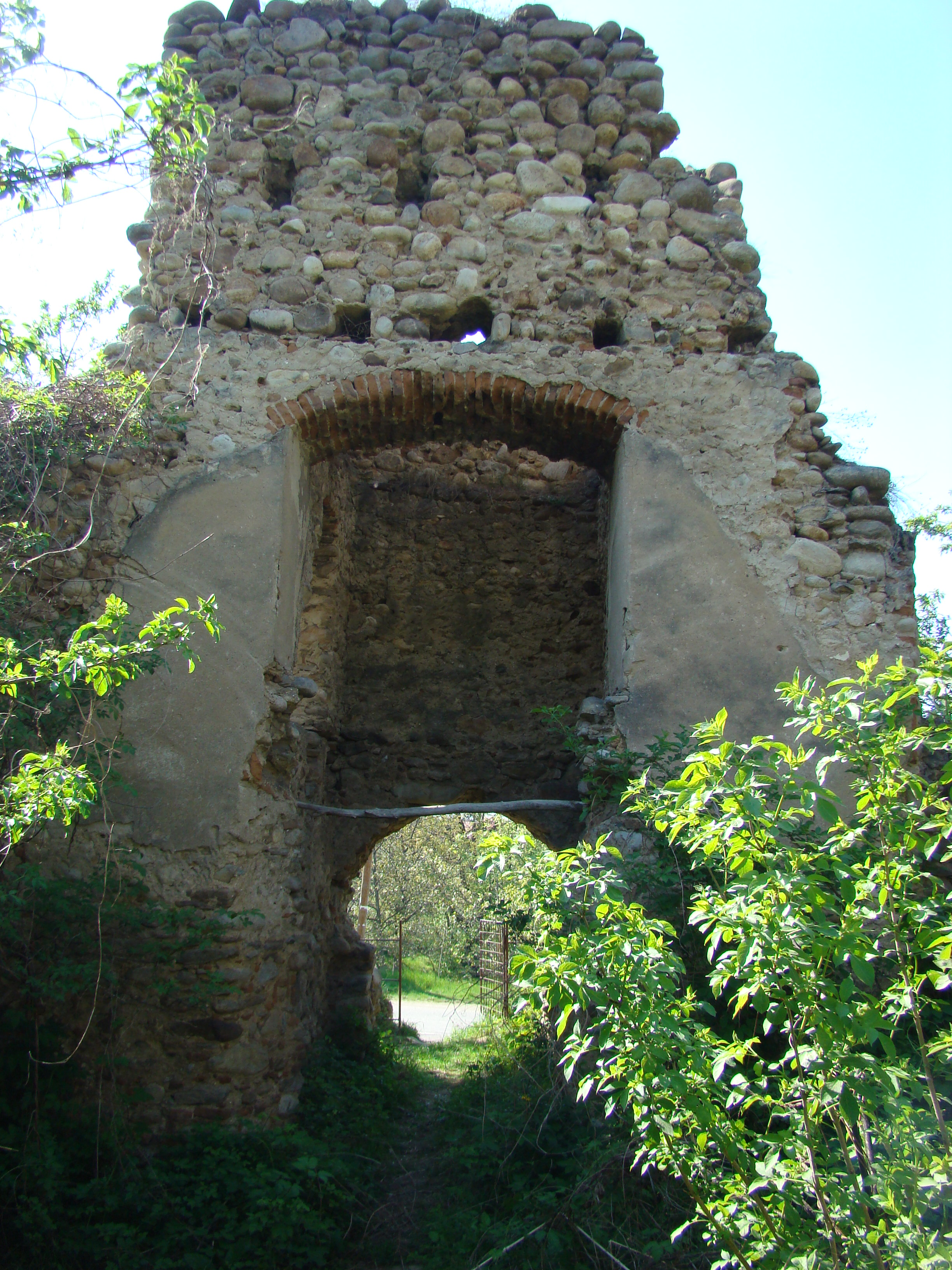
Curtea cnezilor Cândreș din Sălașu de Sus, județul Hunedoara, foto: mai 2012.

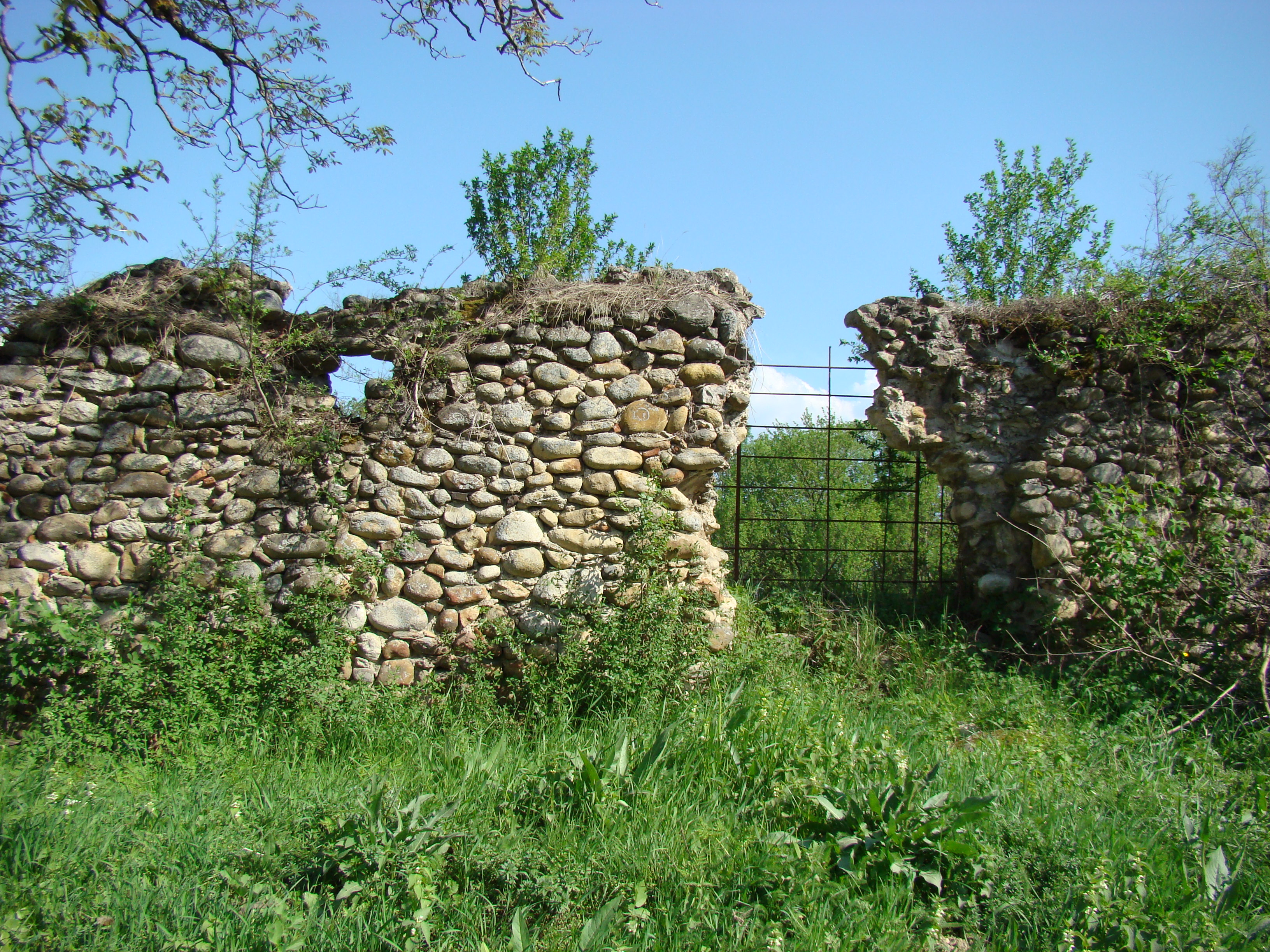
O parte din vechiul zid de incintă

Curtea cnezilor Cândreș din Sălașu de Sus, județul Hunedoara, datează din secolul XV. Figurează pe noua listă a monumentelor istorice sub codul LMI:  HD-II-m-A-03441. 

## Istoric și trăsături
Cetatea a fost simbolul cnezatului Sălașului între secolele XIV-XVII. Incinta este dreptunghiulară, cu laturile de aproximativ 99/35 m, fiind înconjurată de un zid gros de 1-1,10 m. La colțurile incintei, ca și pe laturile ei, au existat odinioară turnuri. Interiorul incintei adăpostea casa de zid a cneazului și o capelă de curte, cu turn-clopotniță, întemeiată cel mai devreme în jurul secolului XVII și transformată ulterior în capelă calvină. 
Cetatea feudală a fost ridicată în Evul Mediu târziu. Se spune că nobilul din ținutul Sălașului, după ce a construit în apropiere o cetate, și-a amenajat aici o reședință mai confortabilă, ridicând în jurul unei curți interioare camere mai spațioase și mai luminoase decât cele ale fortificațiilor. Se pare că locul nu a fost ales la întâmplare. Aici era deja un turn mai vechi, care a fost integrat în noua construcție. Vechiul turn fusese construit ca să apere intrarea în sat. De aceea avea ziduri groase și ferestre înguste, de fortificație. Arcașii puteau supraveghea de aici zona, fără a fi țintiți la rândul lor. Poarta era joasă. Asta înseamnă că nu se intra călare în curtea interioară. Intrarea în turn era mai jos de nivelul solului, iar la ușă nu se putea ajunge decât cu ajutorul unei scări de lemn, care noaptea sau în caz de pericol era trasă sus. Se mai văd încă spărturile din zid unde era prinsă mica platformă de lemn din fața ușii. Camerele de locuit aveau ferestre cu ochiuri de sticlă, făcute manual. Deasupra ferestrelor au fost construite bolți de cărămidă, din care s-au păstrat doar câteva bucăți.

## Imagini

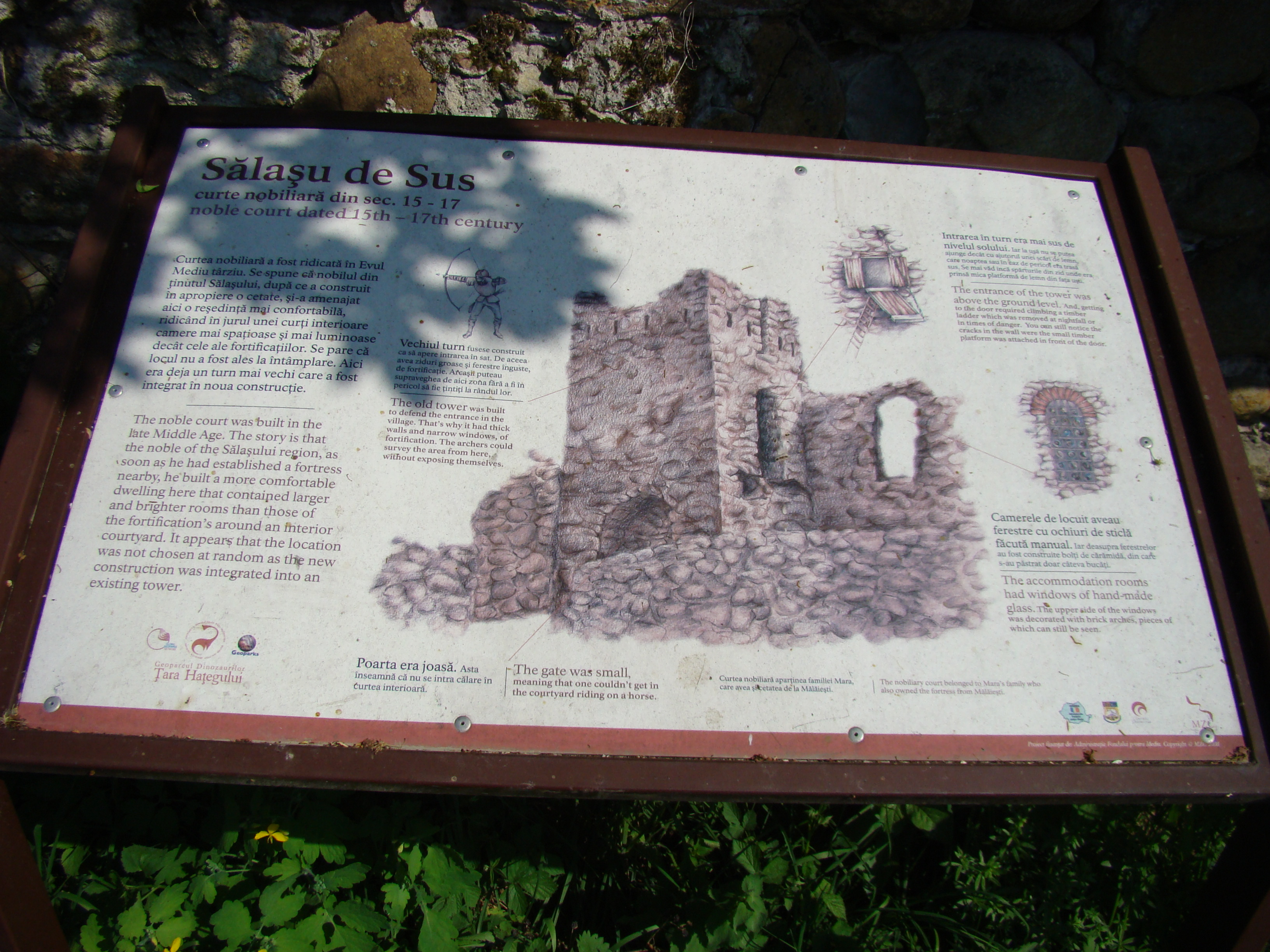
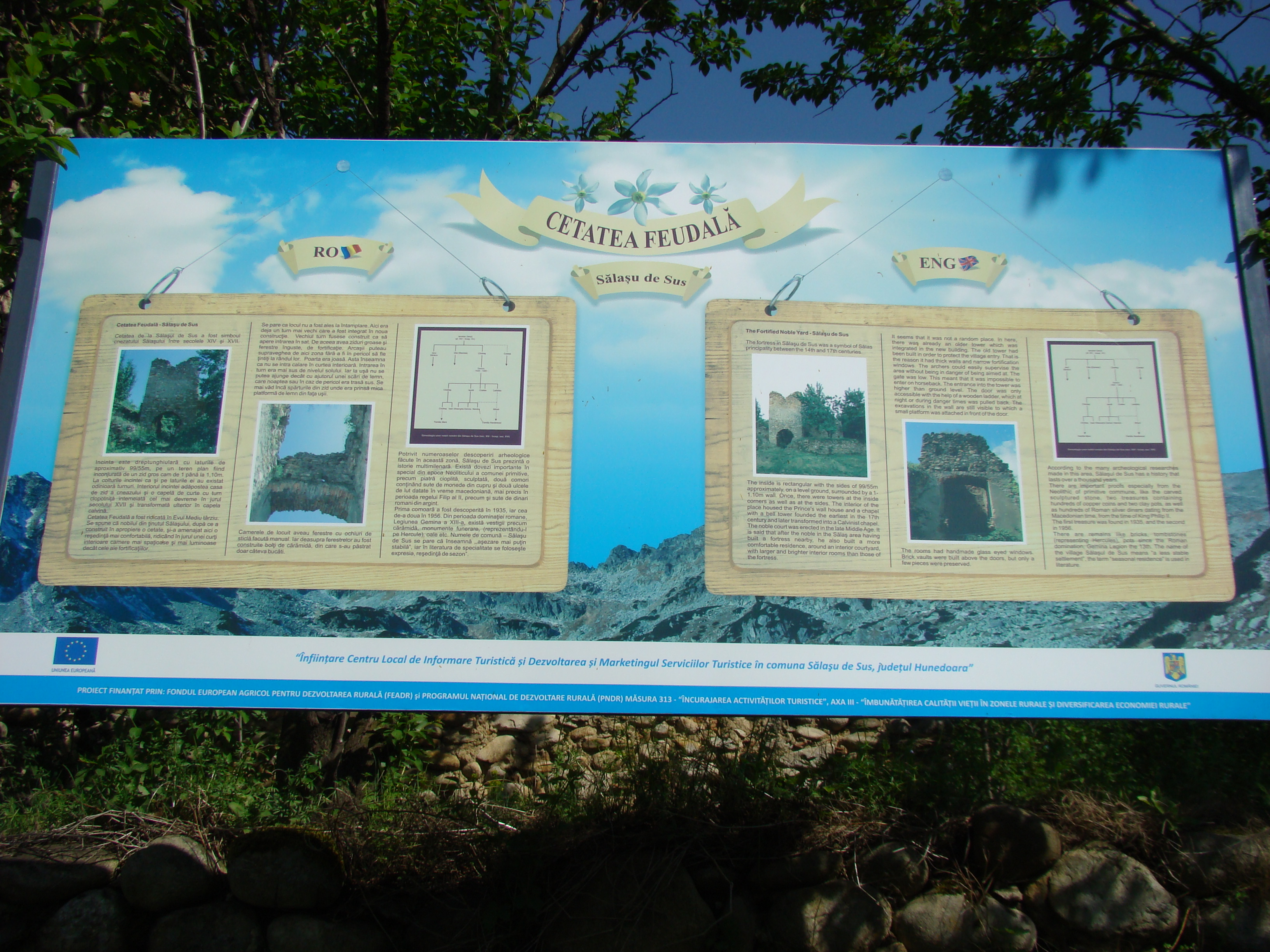
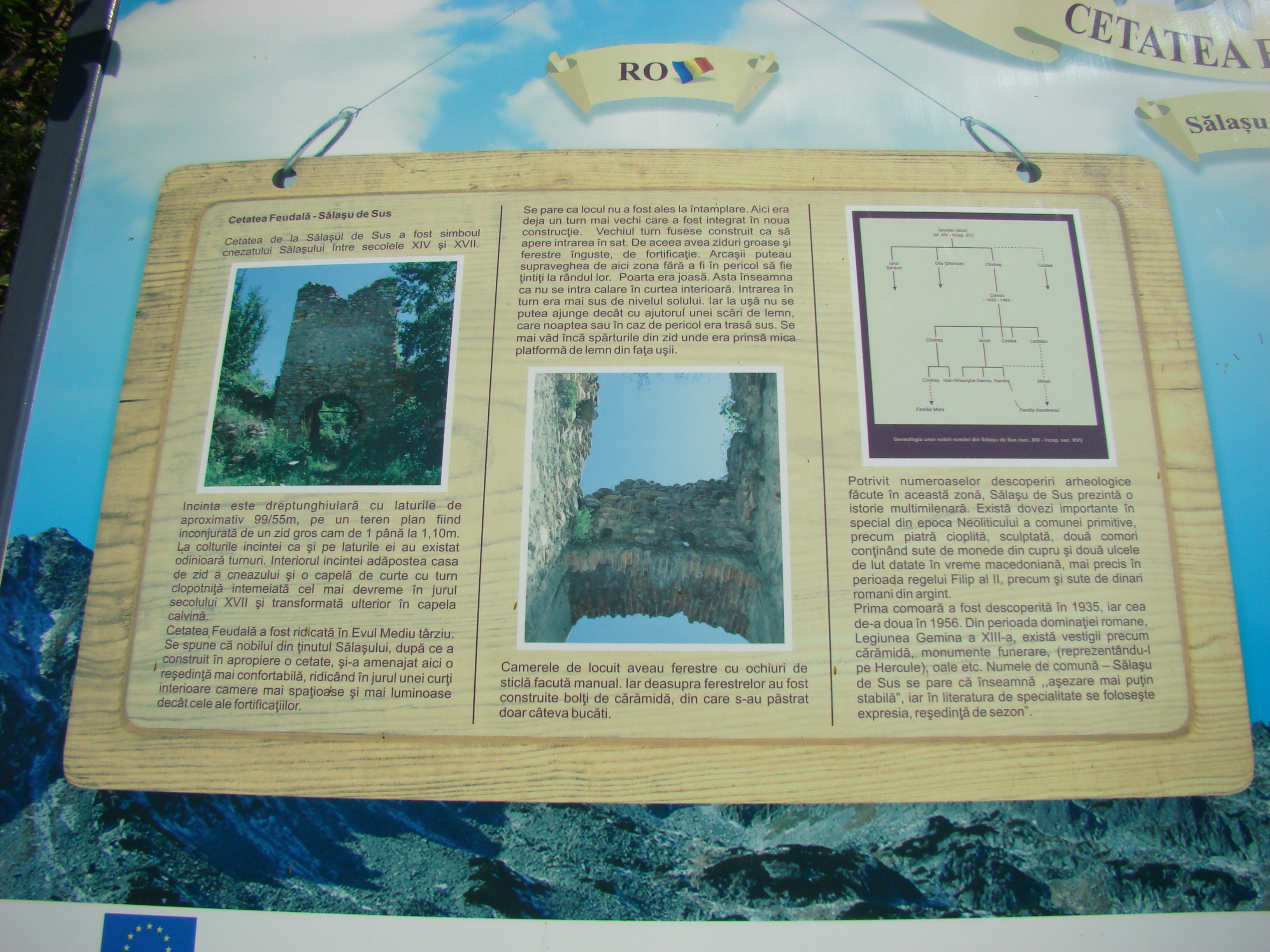
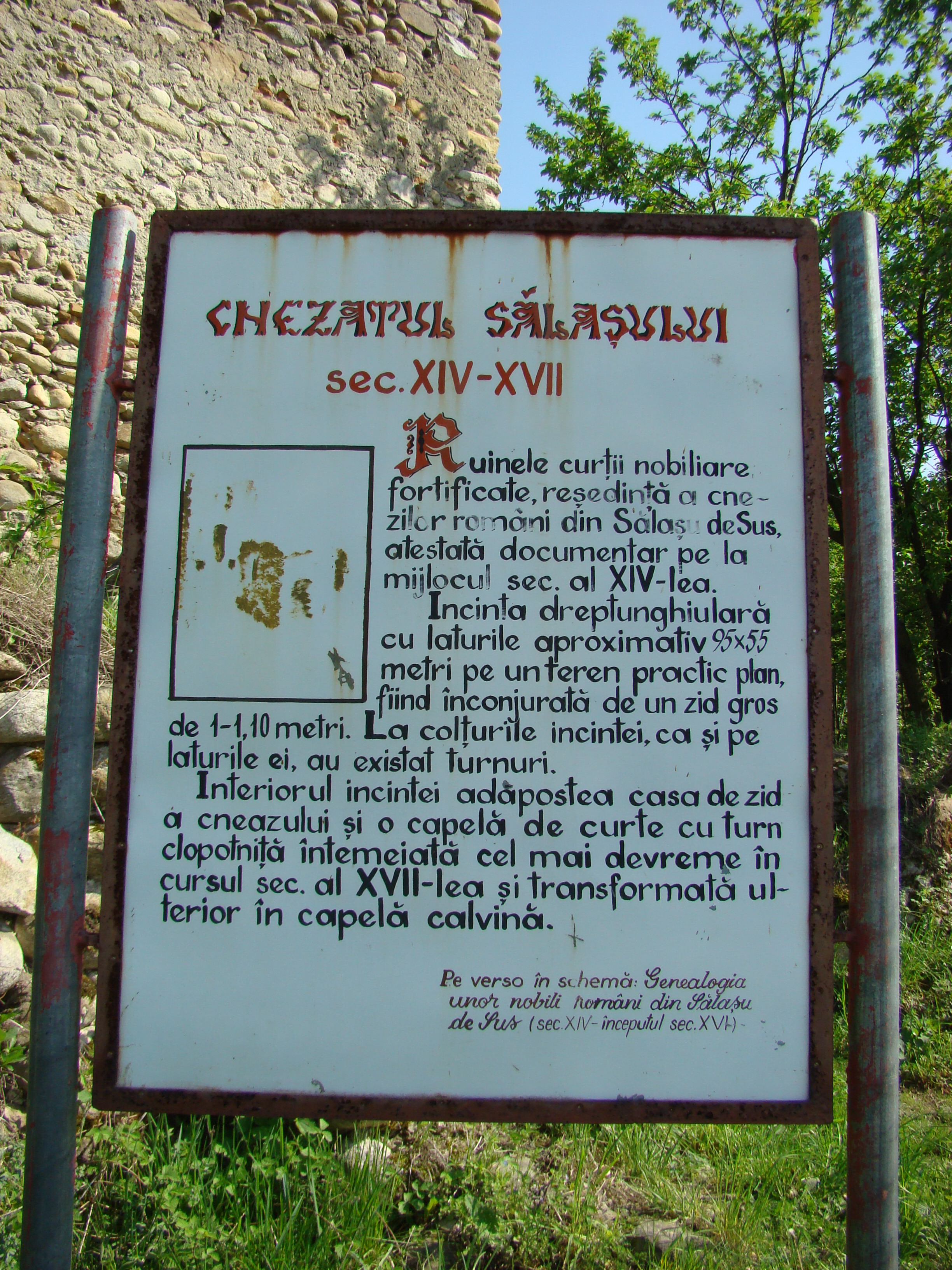
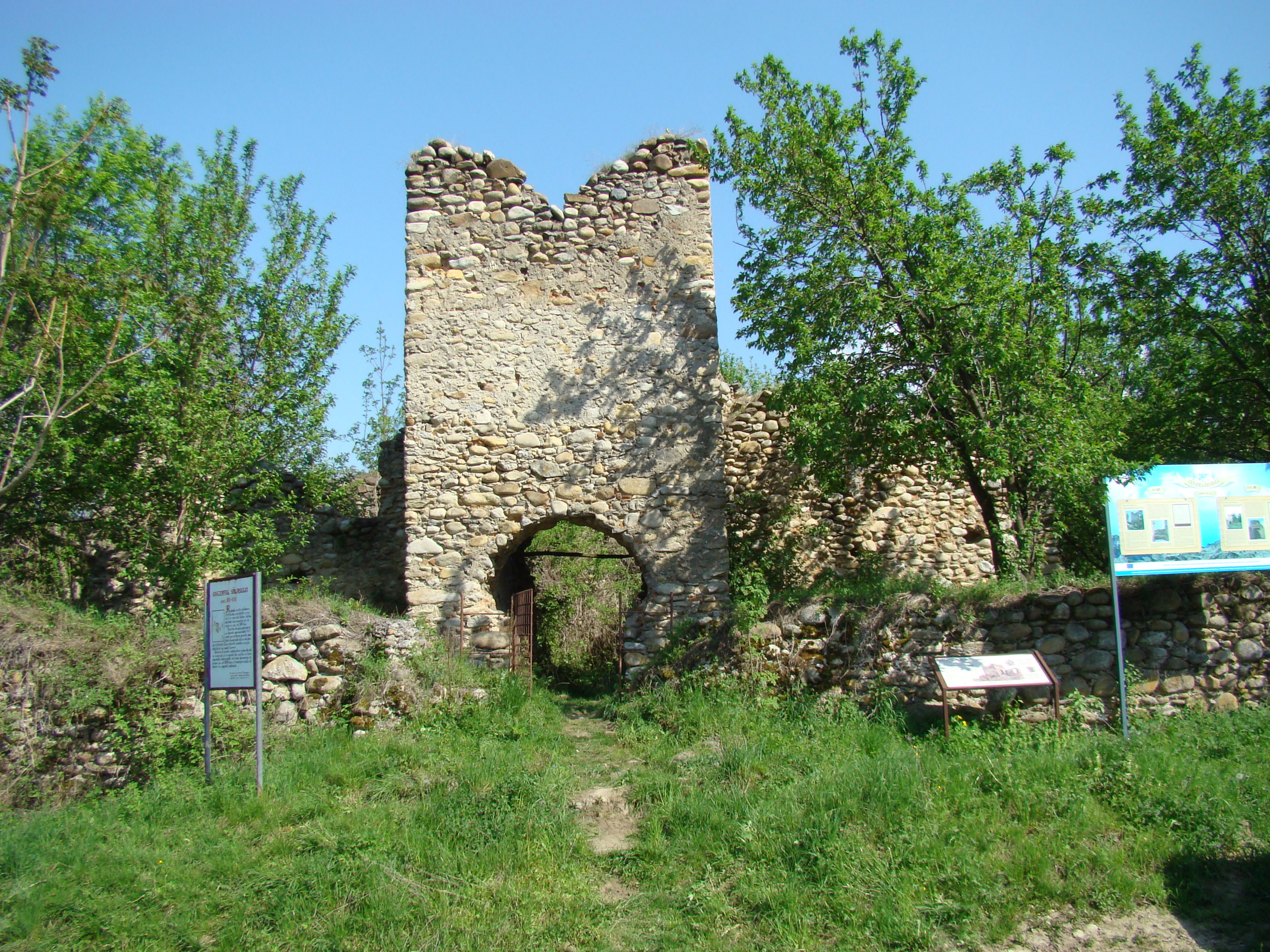
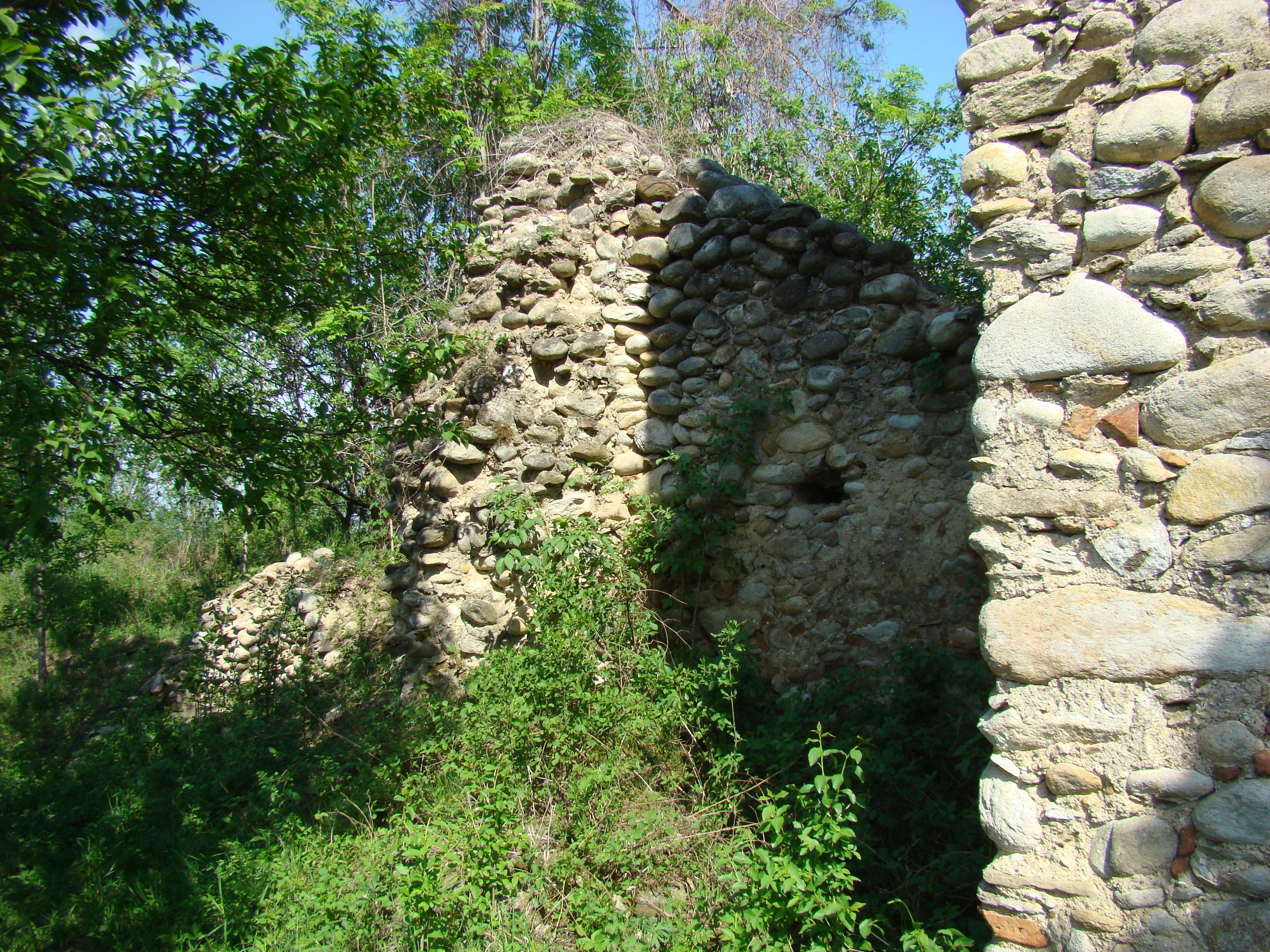
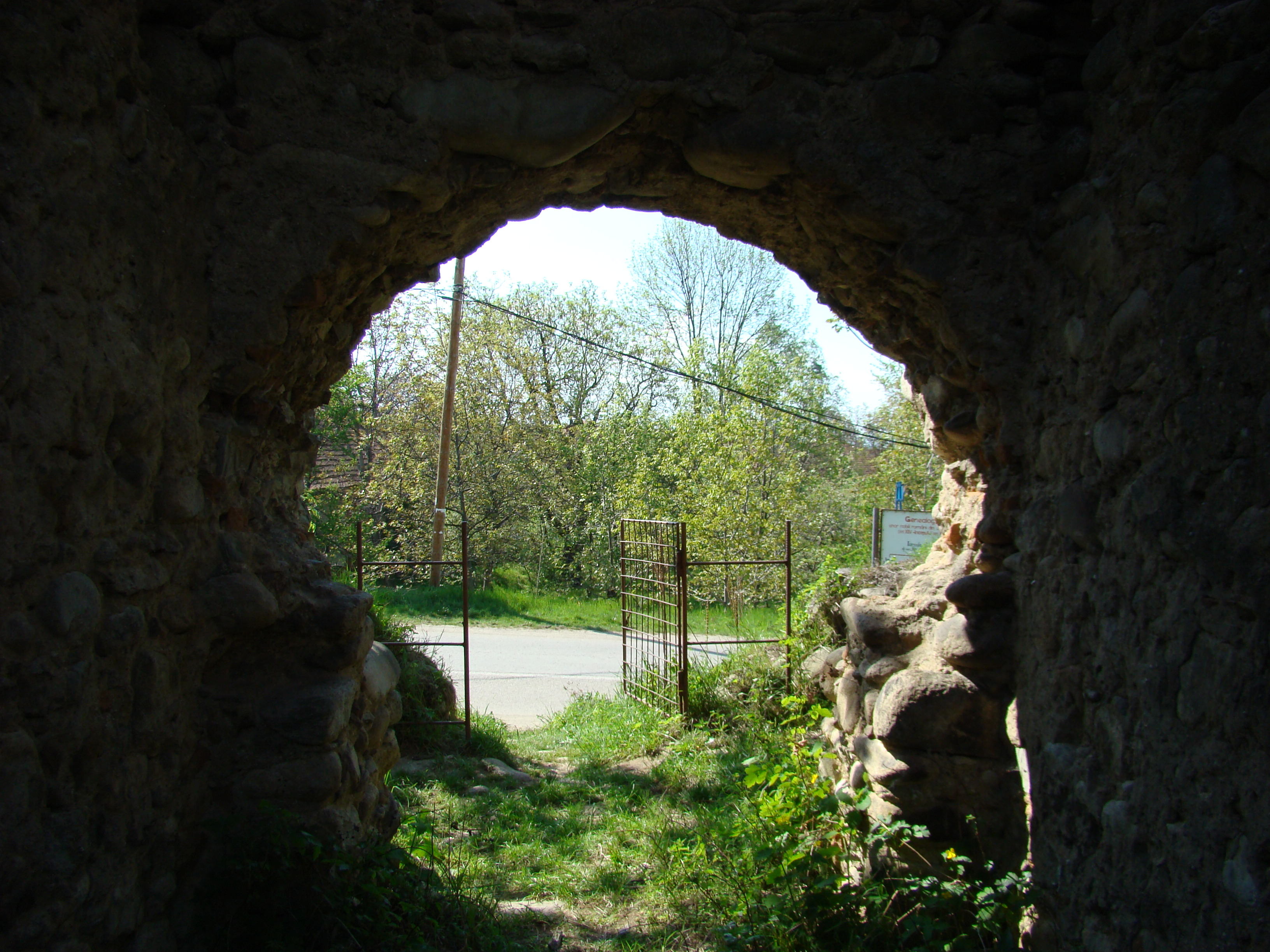
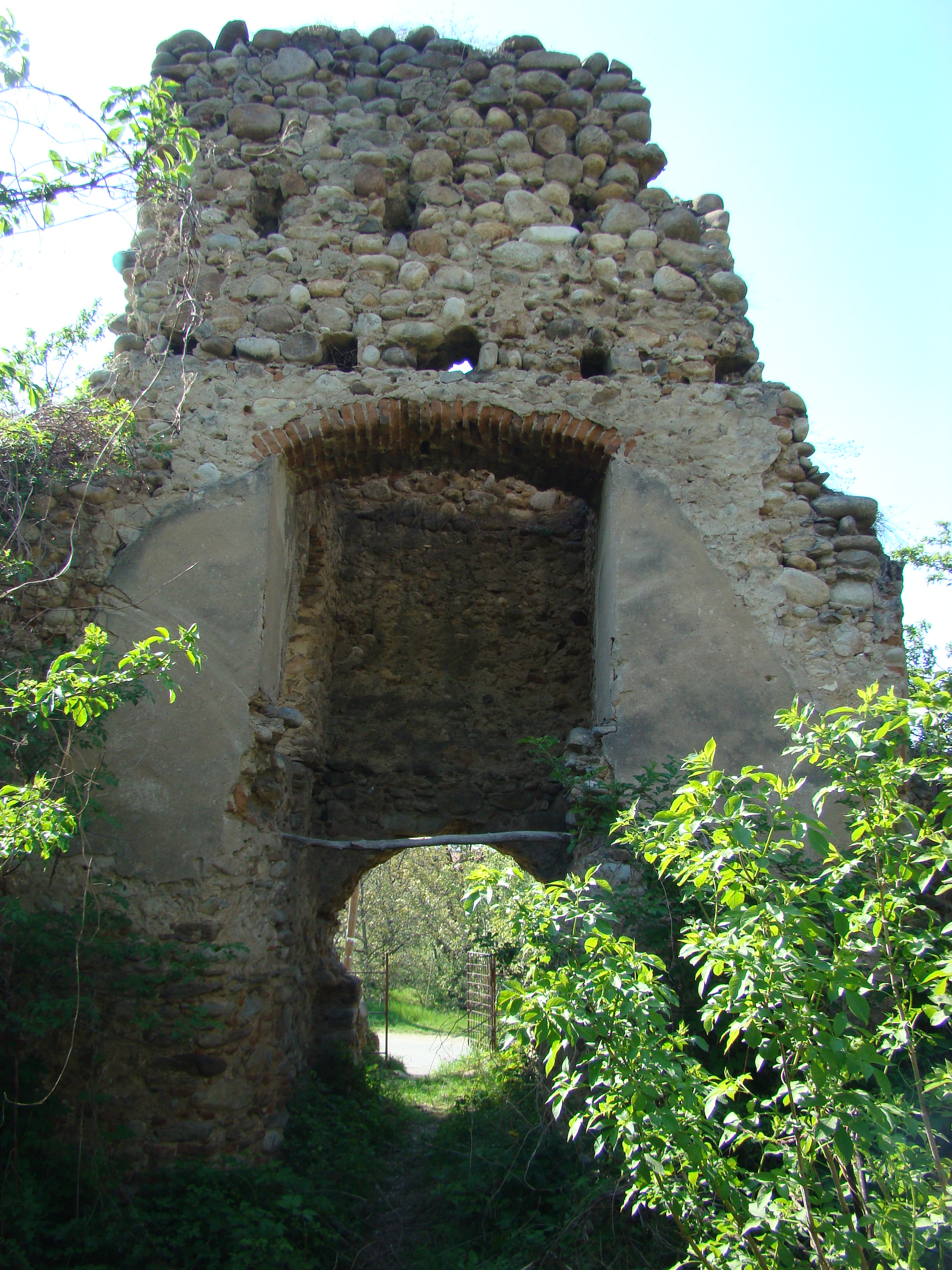
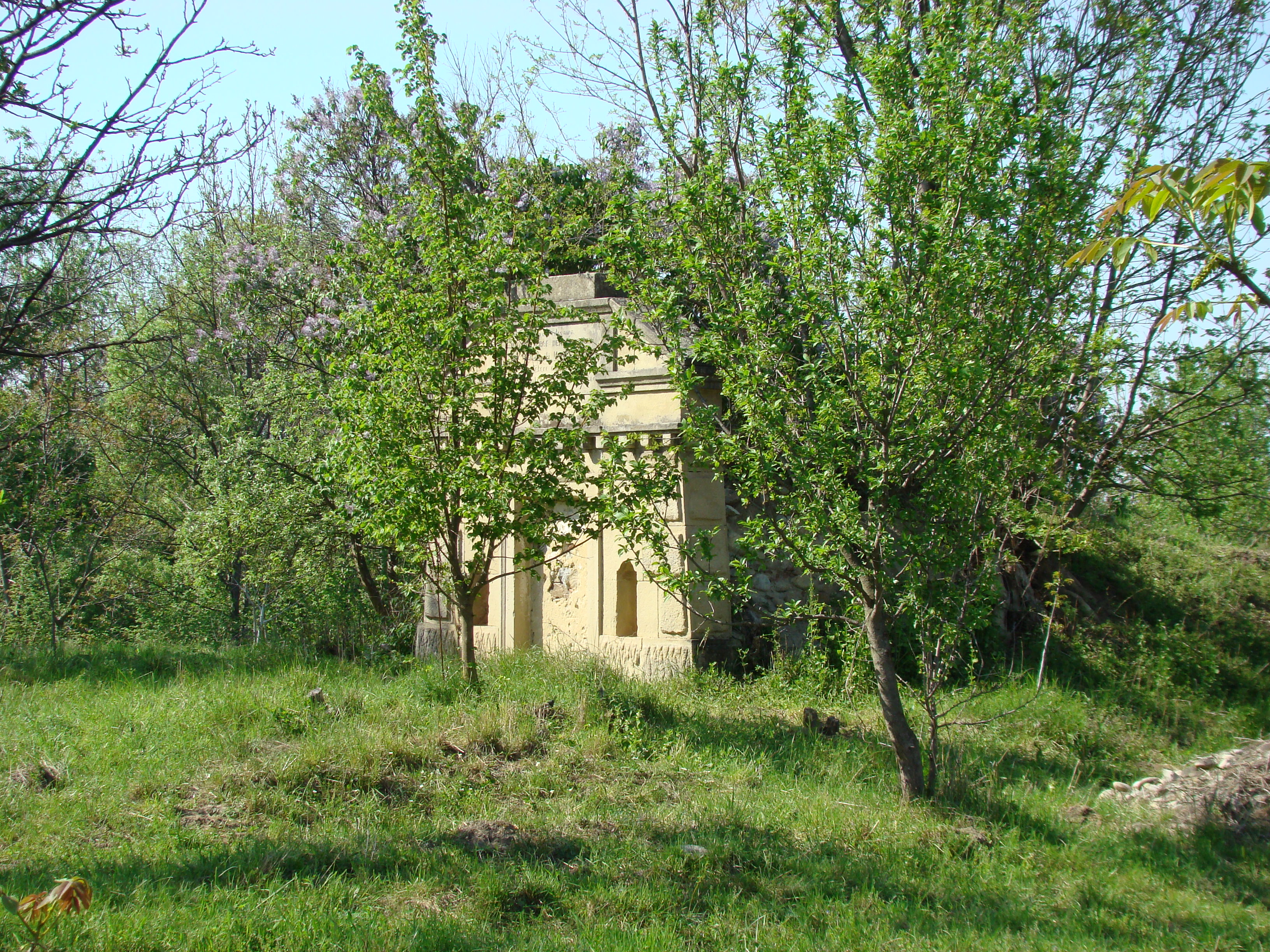
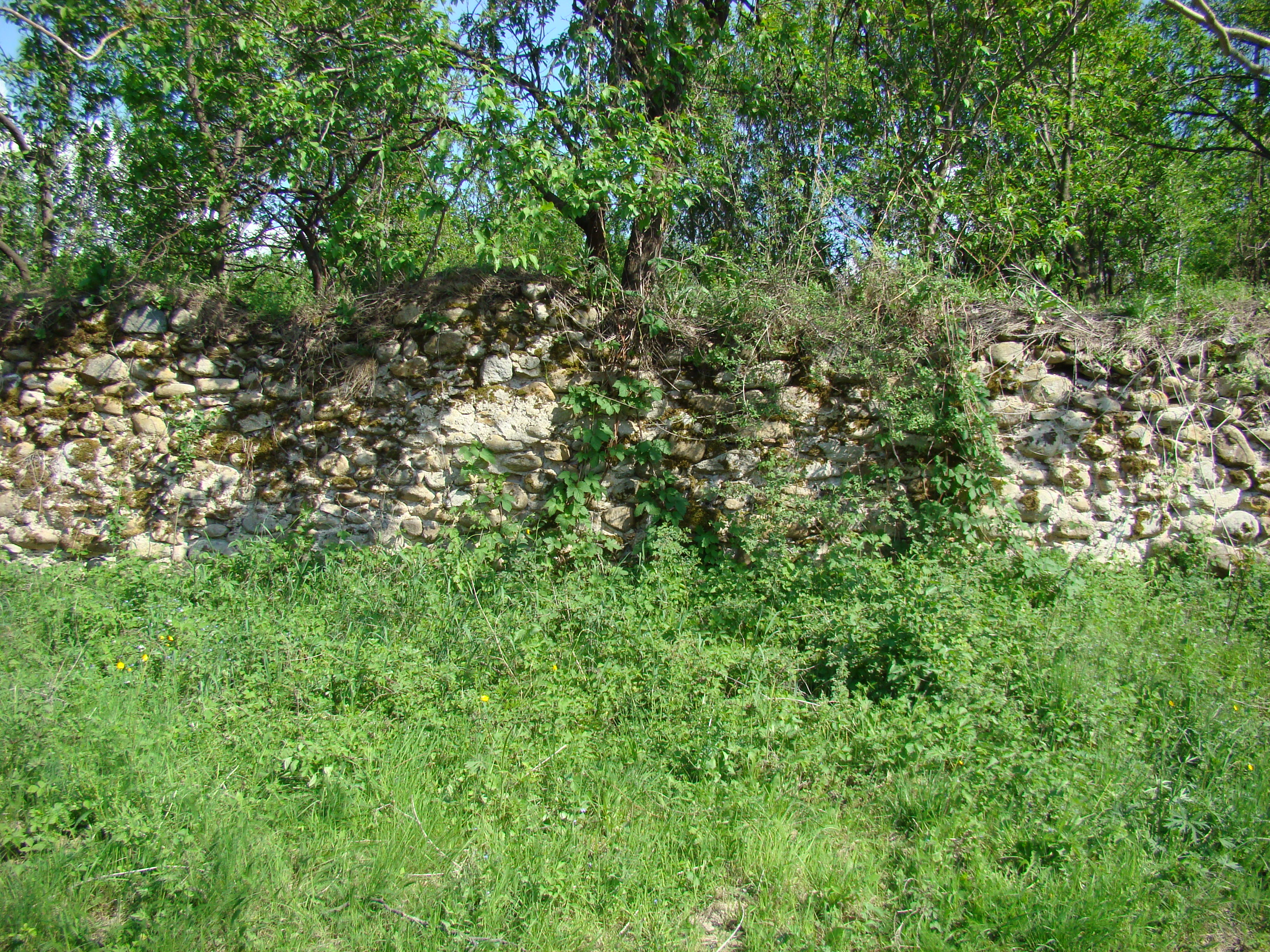
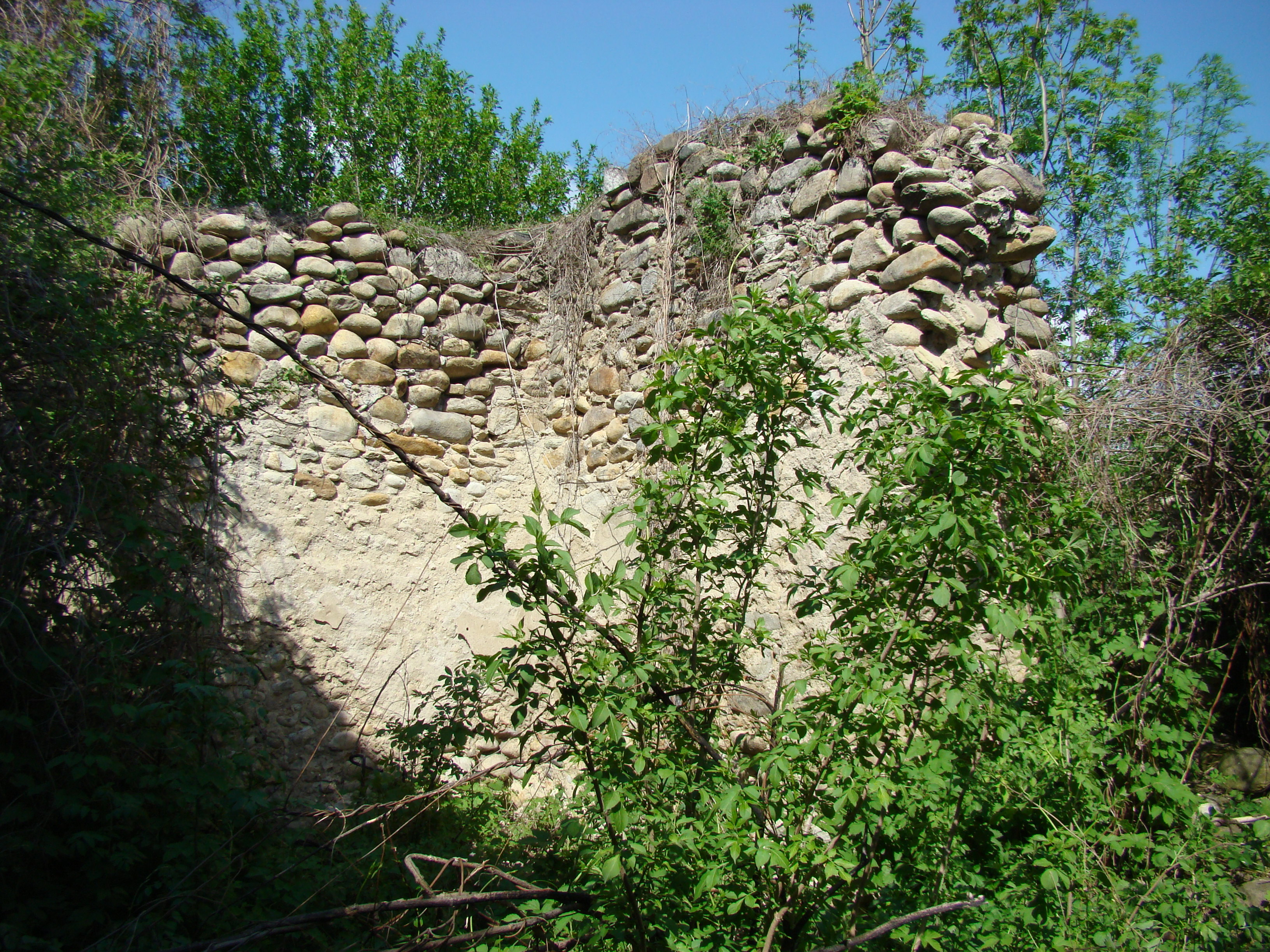
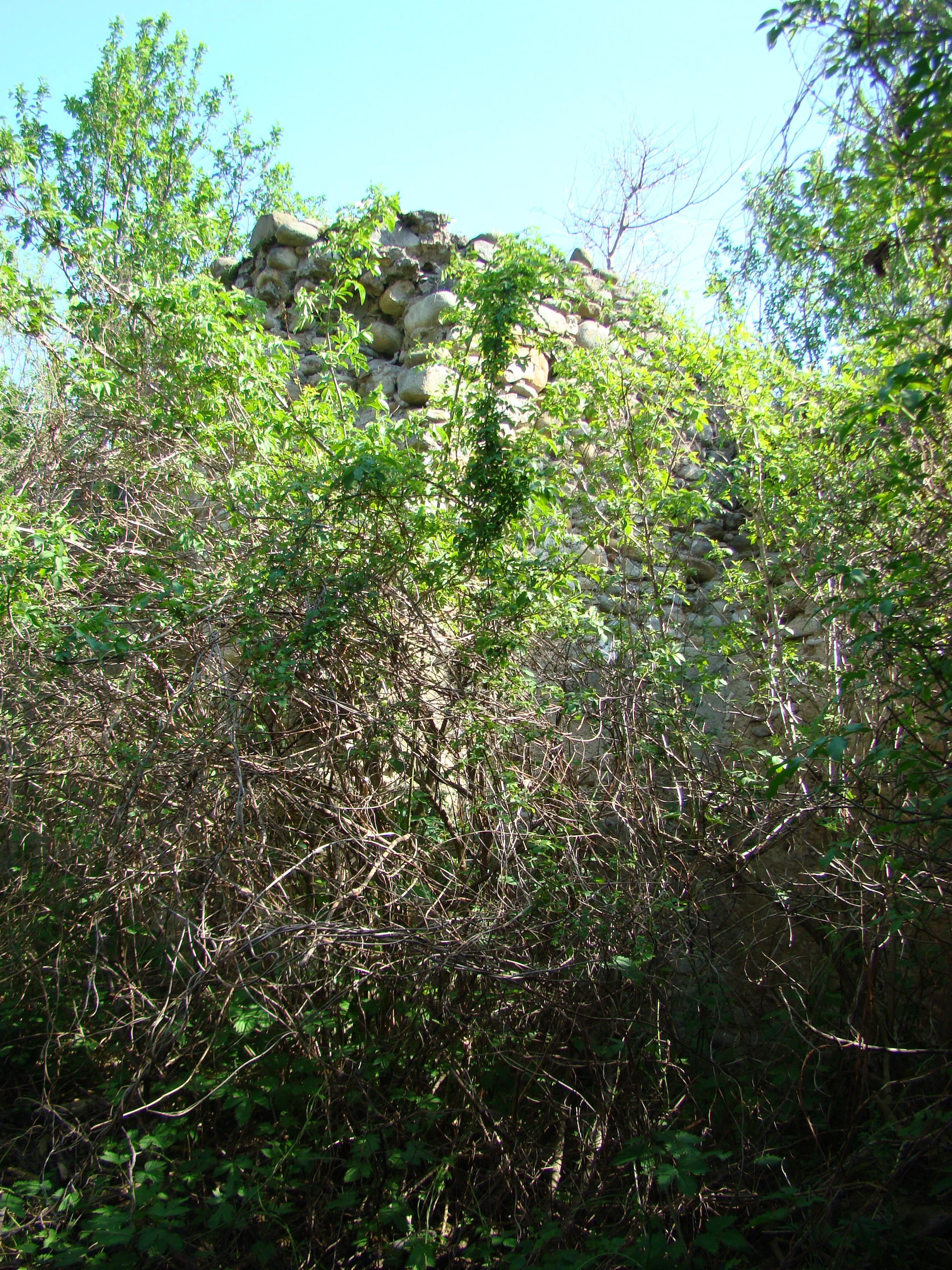
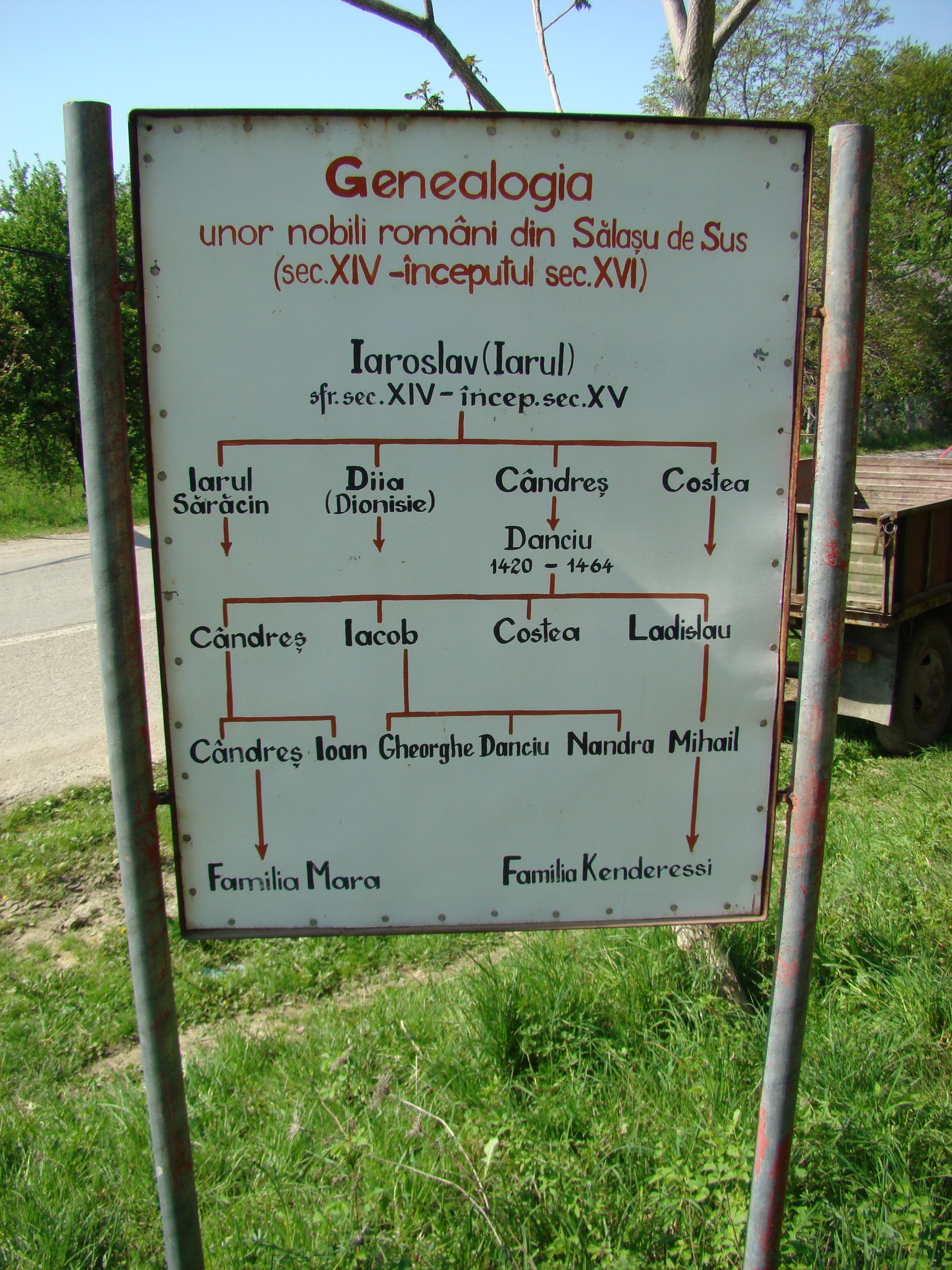